# کنیازفکا
کنیازفکا (به لاتین: Knyazevka) یک منطقهٔ مسکونی در روسیه است که در باشقیرستان واقع شده‌است.